# McGuffey
McGuffey é uma vila localizada no estado norte-americano de Ohio, no Condado de Hardin.

## Demografia
Segundo o censo norte-americano de 2000, sua população era de 522 habitantes. Em 2006, foi estimada uma população de 527, um aumento de 5 (1.0%).

## Geografia
De acordo com o United States Census Bureau, McGuffey tem uma área de 0,9 km², dos quais 0,9 km² cobertos por terra e 0,0 km² cobertos por água.

## Localidades na vizinhança
O diagrama seguinte representa as localidades num raio de 16 km ao redor de McGuffey.